# José María Guelbenzu
José María Guelbenzu Fernández (* 14. April 1944 in Madrid; † 18. Juli 2025), auch J.M. Guelbenzu, war ein spanischer Schriftsteller und Literaturkritiker. Er suchte neue Formen des Erzählens (La mirada, La cabeza del durmiente, Los poderosos lo quieren todo) und schrieb eine Krimiserie mit der Hauptfigur der Untersuchungsrichterin Mariana de Marco.

## Leben
Er legte das Abitur an einem Colegio des Jesuitenordens in Madrid ab. Er studierte am Instituto Católico de Administración y Dirección de Empresas und ab 1962 an der Juristischen Fakultät der Universidad Complutense Madrid, die er 1964 verließ, um sich nur der Literatur zu widmen. Er gehörte zur oppositionellen Christdemokratie.
Seine frühen Veröffentlichungen erschienen in den Zeitschriften Signos und Cuadernos Hispanoamericanos. Bald begann er Erzählungen zu schreiben und wurde 1967 Endrundenteilnehmer des Premio Biblioteca Breve mit seinem ersten Roman El Mercurio. Er arbeitete für die Zeitschrift Cuadernos para el Diálogo und weitere Literaturzeitschriften. Er war Kodirektor des Kinoklubs Imagen de Madrid und leitete die Verlage Taurus (1977–88) und Alfaguara (1982–88). Ab 1988 war er nur noch als Schriftsteller tätig.
Im Jahr 2001 veröffentlichte er seinen ersten Kriminalroman No acosen al asesino (dt. Stört den Mörder nicht, 2008). Mit der Untersuchungsrichterin Mariana de Marco erschienen zehn Bücher.

## Werke

### Gedichte
- Espectros, la casa antigua (El Bardo, 1967)

### Erzählungen
- «Hogar eventual» (1967), in: Cuadernos hispanoamericanos, n. 209 (1967)
- «La donna de otoño» (1967), in: Cuadernos hispanoamericanos, n. 209 (1967)
- «La mosca de Funchal» (1992), in: Una infancia de escritor (1997)
- «Recuerdo una vez en Argüelles» (1997), in: Urogallo: Revista literaria y cultural

### Romane
- El mercurio (Seix Barral, 1968)
- Antifaz (Seix Barral, 1970)
- El pasajero de ultramar (Galba, 1976)
- La noche en casa (Alianza, 1977)
- El río de la luna (Alianza, 1981)
- El esperado (Alianza, 1984)
- La mirada (Alianza, 1987)
- La tierra prometida (Plaza & Janés, 1991)
- El sentimiento (Alianza, 1995)
- Un peso en el mundo (Alfaguara, 1999)
- La cabeza del durmiente (Siruela, 2003)
- Esta pared de hielo (Alfaguara, 2005)
- El amor verdadero (Siruela, 2010)
- Mentiras aceptadas (Siruela, 2013)
- Los poderosos lo quieren todo (Siruela, 2016)
- En la cama con el hombre inapropiado (Siruela, 2020)
- Mediodía en el tiempo (Siruela, 2023)

#### Krimi-Serie mit Mariana de Marco
- No acosen al asesino (Alfaguara, 2001), deutsch Stört den Mörder nicht, Bertelsmann, 2008, ISBN 978-3-570-01040-2
- La muerte viene de lejos (Alfaguara, 2004)
- El cadáver arrepentido (Alfaguara, 2007)
- Un asesinato piadoso (Alfaguara, 2008)
- El hermano pequeño (Destino, 2011)
- Muerte en primera clase (Destino, 2011)
- Nunca ayudes a una extraña (Destino, 2014)
- El asesino desconsolado  (Destino, 2017)
- O calle para siempre (Destino, 2019)
- Asesinato en el jardín Botánico (Destino, 2022), ISBN 978-84-233-6518-0

### Sammlungen
- Spanische Hunger- und Zaubermärchen (= Die andere Bibliothek). Eichborn, Frankfurt am Main 2000, ISBN 3-8218-4183-4.
- Spanische Volksmärchen: nach der Edition Cuentos populares españoles von José María Guelbenzu. Nr. 13780. Dt. Taschenbuch-Verl, München 2009, ISBN 978-3-423-13780-5.
- 25 cuentos populares españoles (Colección Escolar, Band 43), Siruela, 2021, ISBN 978-84-18859-00-7

## Preise
- Finalist im Premio Biblioteca Breve 1967, de Seix Barral, mit El mercurio
- Premio de la Crítica Española 1981 für El río de la luna
- Premio Internacional de Novela Plaza & Janés 1991 für La tierra prometida
- Premio Torrente Ballester 2010 für El hermano pequeño
- Premio de la Crítica de Madrid 2016 für Los poderosos lo quieren todo